# エーバースドルフ (ニーダーザクセン)
エーバースドルフ (ドイツ語: Ebersdorf) は、ドイツ連邦共和国ニーダーザクセン州のローテンブルク（ヴュンメ）郡に属す町村（以下、本項では便宜上「町」と記述する）で、ザムトゲマインデ・ゲーステクヴェレを構成する町村の一つである。

## 地理
エーバースドルフはハンブルクとブレーマーハーフェンの間、ブレーマーフェルデの北西約 8km に位置する。

### 自治体の構成
首邑であるエーバースドルフの他、ヴェスターベックとノイ・エーバースドルフの集落がこの町に属す。

## 歴史
この集落は1272年に初めて文献に記録されている。1500年頃、この村落は Everestorppe という名で、エレル納税区に属した。

## 行政

### 議会
エーバースドルフの町議会は11人の議員で構成される。

## 経済と社会資本

### 交通
この町は連邦道B495号線沿いにあり、この道路でブレーマーフェルデと結ばれている。町の南部を、ローテンブルク (ヴュンメ)とブレーマーハーフェンを結ぶ連邦道B71号線が走っている。

## 引用
1. ↑  Landesamt für Statistik Niedersachsen, LSN-Online Regionaldatenbank, Tabelle A100001G: Fortschreibung des Bevölkerungsstandes, Stand 31. Dezember 2023